# Erison Carlos dos Santos Silva
Erison Carlos dos Santos Silva (født 22. maj 1980) er en tidligere brasiliansk fodboldspiller.